# Beaufortgroep
| Stratigrafie van de Karoosupergroep | Stratigrafie van de Karoosupergroep | Stratigrafie van de Karoosupergroep | Stratigrafie van de Karoosupergroep | Stratigrafie van de Karoosupergroep |
| Periode                             | Groep                               | Formatie ten westen van 24°O        | Formatie ten oosten van 24°O        | Faunazone                           |
| ----------------------------------- | ----------------------------------- | ----------------------------------- | ----------------------------------- | ----------------------------------- |
| Jura                                | Drakensberg                         | Hiatus                              | Drakensberg                         |                                     |
| Jura                                | Stormberg                           | Hiatus                              | Clarens                             |                                     |
| Trias                               | Stormberg                           | Hiatus                              | Elliot                              |                                     |
| Trias                               | Stormberg                           | Hiatus                              | Molteno                             |                                     |
| Trias                               | Beaufort                            | Hiatus                              |                                     |                                     |
| Trias                               | Burgersdorp                         | Hiatus                              | Cynognathus                         |                                     |
| Trias                               | Katberg                             | Hiatus                              | Lystrosaurus                        |                                     |
| Trias                               | Balfour                             | Hiatus                              |                                     |                                     |
| Perm                                | Daptocephalus                       | Hiatus                              |                                     |                                     |
| Perm                                | Teekloof                            |                                     |                                     |                                     |
| Perm                                | Cistecephalus                       |                                     |                                     |                                     |
| Perm                                | Middleton                           |                                     |                                     |                                     |
| Perm                                | Endothiodon                         |                                     |                                     |                                     |
| Perm                                |                                     |                                     |                                     |                                     |
| Perm                                | Abrahams-Kraal                      | Koonap                              | Tapinocephalus                      |                                     |
| Perm                                | Abrahams-Kraal                      | Koonap                              |                                     |                                     |
| Perm                                | Abrahams-Kraal                      | Koonap                              | Eodicynodon                         |                                     |
| Perm                                | Ecca                                | Waterford                           | Waterford                           |                                     |
| Perm                                | Ecca                                | Tierberg / Fort Brown               | Fort Brown                          |                                     |
| Perm                                | Ecca                                | Laingsburg / Ripon                  | Ripon                               |                                     |
| Perm                                | Ecca                                | Collingham                          | Collingham                          |                                     |
| Perm                                | Ecca                                | White Hill                          | White Hill                          |                                     |
| Perm                                | Ecca                                | Prince Albert                       | Prince Albert                       |                                     |
| Carboon                             | Dwyka                               | Elandsvlei                          | Elandsvlei                          |                                     |

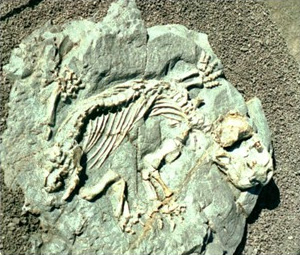
Fossiel van Diictodon uit de Daptocephalus-faunazone.

De Beaufortgroep is een groep geologische formaties in Zuid-Afrika en onderdeel van de Karoo Supergroup. De sedimenten uit de Beaufortgroep dateren uit het Midden-Perm tot Midden-Trias. De groep is beroemd om de vele fossielen van therapsiden.

## Onderverdeling
De Beaufortgroep wordt onderverdeeld in zeven faunazones, vernoemd naar een karakteristiek geslacht uit de betreffende zone: 
- Eodicynodon-faunazone (Midden-Perm)
- Tapinocephalus-faunazone (Perm)
- Endothiodon-faunazone (Perm)
- Cistecephalus-faunazone (Perm)
- Daptocephalus-faunazone (Perm)
- Lystrosaurus-faunazone (Trias)
- Cynognathus-faunazone (Trias)

In 1906 stelde Broom een eerste indeling op. In de loop van de twintigste eeuw volgden enkele varianten, waarvan  de onderverdeling volgens Rubidge uit 1996 de laatste was. Naast enkele naamsveranderingen van de eerder beschreven zones voegde hij met de Eodicynodon-faunazone, waarvan de eerste fossielen in de jaren negentig waren beschreven, als oudste laag van de Beaufort Group toe. In 2020 werd een nieuwe onderverdeling gepubliceerd, waarbij enkele biozones werden samengevoegd of hernoemd, enkele subzones werden gedefinieerd en voor het eerst biozones voor de Stormberggroep werden omschreven. 
In het Karoo-bekken wordt wat betreft stratigrafie bij 24 graden oosterlengte een scheidingslijn getrokken voor de gesteenten uit het Perm. Ten westen van deze lijn liggen de Abrahamskraal en Teekloof-formaties en ten oosten van de lijn de Koonap en de Middleton-formaties. Sedimenten uit de jongste drie faunazones zijn alleen in het oostelijke deel van het Karoo-bekken aanwezig. 